# Monte Bignone
Il monte Bignone è una montagna delle Alpi Liguri alta 1.299 m. Si trova in Liguria, in provincia di Imperia, alle spalle della città di Sanremo. Fa parte del Parco naturale di San Romolo e Monte Bignone.

## Storia
La cima ospita il più elevato castellaro del comprensorio sanremese, edificato dai Liguri Intemelii, probabilmente per difendere le aree da pascolo circostanti. Vi sono stati rinvenuti resti di ceramiche preromane e di manifattura locale, nonché di anfore del V-IV secolo a.C. attualmente conservati nel museo di Sanremo.
Alle sue pendici si rifugiavano i sanremesi nel X secolo durante le incursioni saracene, pare nei pressi della grotta dove il vescovo ed eremita Romolo aveva dimora. Il nome di tale Santo sarebbe causa dell'onomastica di Sanremo; inoltre nei dintorni di questa grotta è attualmente presente l'abitato di San Romolo, poche case intorno ad un grande prato.
Nel 1901 si svolse la prima gara di Coppa del mondo di sci alpino, vista la presenza del turismo elitario russo e inglese.
Attualmente la vetta del monte ospita numerosi ripetitori per le telecomunicazioni, poche case sparse, una chiesetta, e la stazione abbandonata (con annesso ex ristorante-albergo) della funivia Sanremo-Monte Bignone.

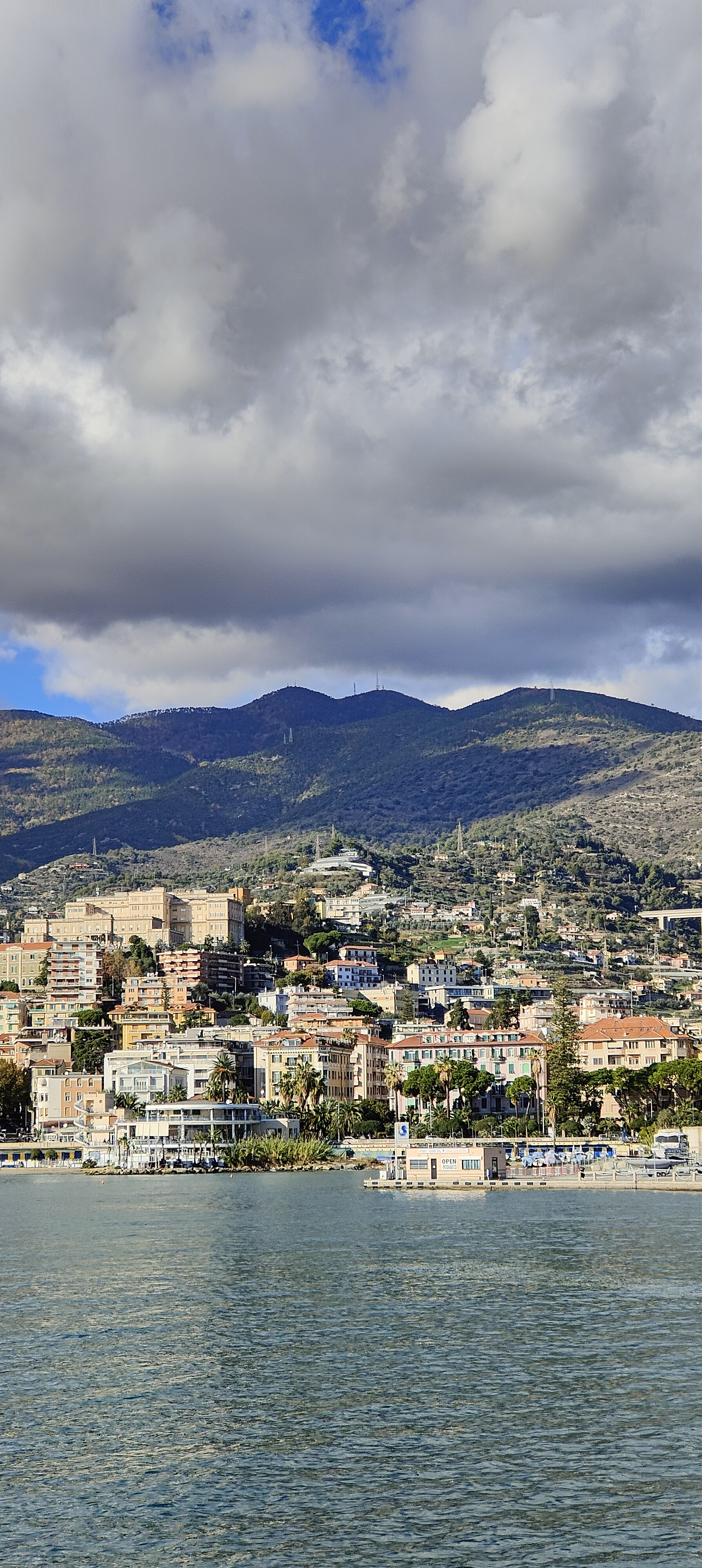
Monte Bignone visto dal faro del porto

## Flora e fauna

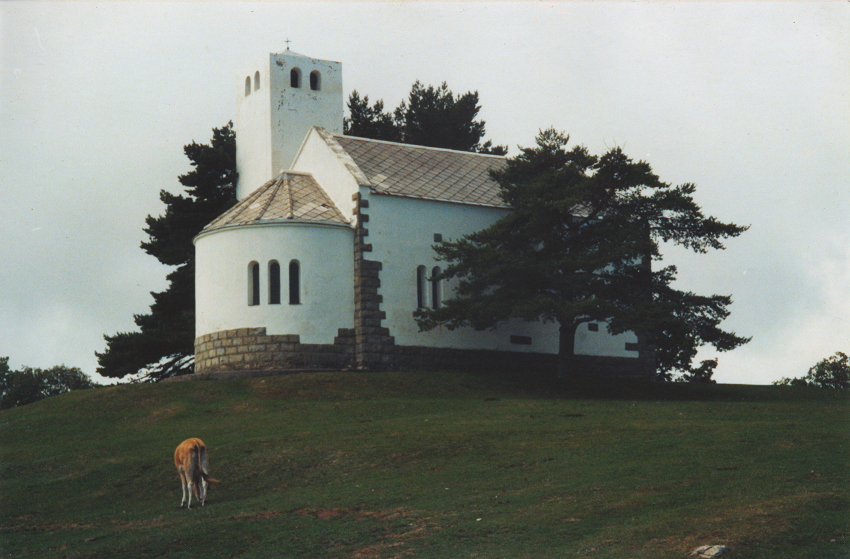
Un vitellino pascola presso la chiesetta di Monte Bignone

I boschi che ricoprono il monte sono attualmente di carattere mediterraneo e submediterraneo. Fino agli inizi del XX secolo vi erano prevalentemente boschi di leccio, rovere e roverella, che lentamente sono stati sostituiti dal pino marittimo (Pinus pinaster). Dopo aver raggiunto un'apprezzabile importanza, la pineta è stata degradata nel corso degli anni da incendi e fitopatie; tuttavia esistono ancora molte zone integre estremamente interessanti, ricche di castagni e lecci, di macchia a prevalenza di ginepro rosso (Juniperus oxycedrus), e di aree ad erbe perenni a ciclo annuo. 
Sono presenti alcune specie floreali alpine, al limite dell'areale grazie all'altezza del monte, ed una plethora di altre specie tipiche dell'ambiente mediterraneo, comprendenti anche alcuni importanti endemismi. Da segnalare, lo zafferano ligure (Crocus ligusticus o Crocus medius Balb.), il Meleagride involucrato (Fritillaria involucrata) e una delle sole due popolazioni italiane della graminacea Aira provincialis, specie prossima al limite nord-orientale del suo areale, nonché varie orchidee protette da norme regionali e internazionali.
La fauna è ricca e differenziata, e vi si possono trovare rappresentanti di tutte le classi dei Vertebrati. Tra gli invertebrati, vi sono alcune importanti specie, ed alcuni endemismi: da segnalare la presenza, tra i Molluschi, della Graziana alpestris e della Pagodulina subdola subdola.
Bisogna considerare che fino agli anni '80 la cima del Monte aveva frequenti precipitazioni nevose, la cui permanenza perdurava per alcuni giorni. Allo stato attuale, gli eventi nevosi sono una presenza annuale, anche se meno frequenti.

## Tutela naturalistica
La montagna e l'area circostante fanno parte del SIC (Sito di importanza comunitaria) denominato M. Nero - M.Bignone (codice: IT1315806).

## La funivia Sanremo-Monte Bignone

La funivia Sanremo-Monte Bignone presso la stazione intermedia di San Romolo in una immagine d'epoca

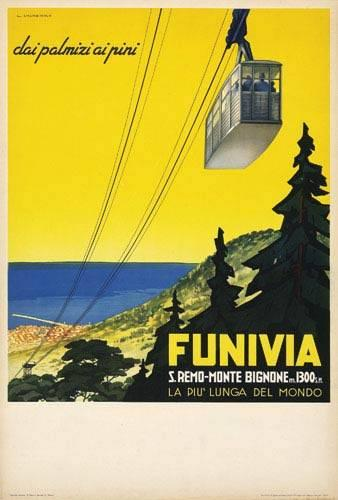
Manifesto pubblicitario (1937)

Tra il 1936 e il 1981 una funivia ha collegato il centro di Sanremo con la vetta del monte. Il tracciato era lungo 7645 metri, e veniva percorso in circa 40 minuti. Erano previste due stazioni di scambio, una presso il campo golf ed una a ridosso dell'abitato di San Romolo; tra quest'ultima stazione e quella capolinea di Monte Bignone vi era la campata sospesa tra due piloni più lungo del mondo inizialmente, e poi solo d'Europa, di circa 1742 metri.
La linea, ideata nel 1929 ed iniziata alla fine del 1935, portava la firma di Pietro Agosti e fu costruita dalla Compagnia Italiana Funivie, un'opera "ardita" che all'epoca rappresentava la più lunga funivia al mondo. I motori impiegati erano la punta di diamante dell'ingegneria dell'epoca, tanto da aver subito solo minimi interventi di ordinaria manutenzione nel corso dei loro 45 anni di servizio ininterrotto: al momento della dismissione, erano ancora perfettamente funzionanti.
La funivia venne costruita a ridosso della Seconda guerra mondiale, quando a Sanremo il turismo elitario russo aveva già cominciato a declinare, e quello inglese era stato bloccato definitivamente dalle sanzioni della Società delle Nazioni contro l'Italia, tanto che l'inaugurazione, fatta il 28 ottobre 1936, passò abbastanza inosservata sul piano internazionale, nonostante la grande enfasi data dall'Istituto Luce, il cui filmato è ancor oggi reperibile su youtube.
La rivista Le vie d'Italia, organo del Touring Club Italiano, nel numero 11 di novembre 1936 recitava:
"Le sei vetture, in acciaio inossidabile nelle parti vitali, scorrono ciascuna su otto ruote e sono illuminate elettricamente. 25 persone possono starvi comodamente sedute, e dalle ampie finestre vetrate ammirare il magnifico paesaggio, che si svolge in una rapida fantasmagoria davanti ai loro occhi stupefatti. Ogni vettura è collegata telefonicamente con le altre e con ciascuna stazione, per modo che i passeggeri e il conduttore possono sempre comunicare fra loro e con l'esterno. [...] La nuova Funivia San Remo - Monte Bignone è un segno dei tempi. Costruita durante l'imperversare delle sanzioni, tutto quanto occorse al suo attrezzamento - macchinari, funi metalliche, apparecchi di misura, di comando, di controllo - fu prodotto dal lavoro italiano."

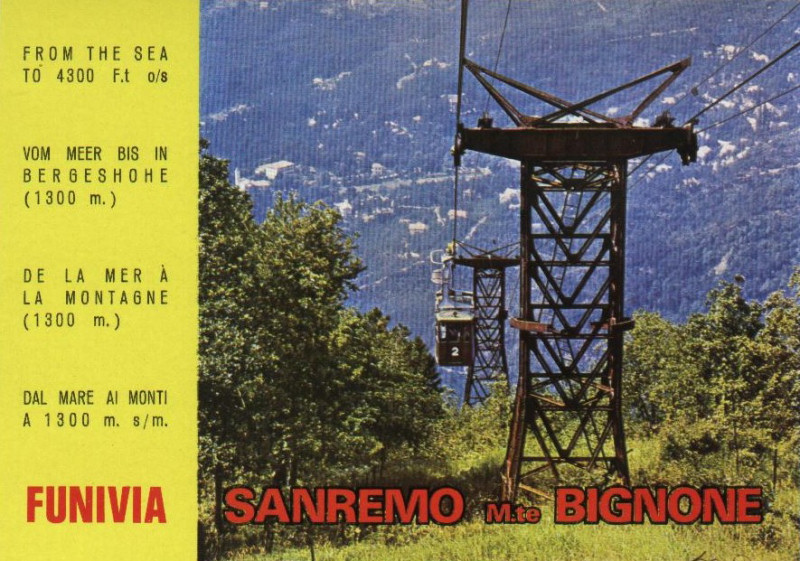
La funivia da Monte Bignone. San Romolo sullo sfondo

Nonostante le speranze di crescita legate al turismo, la linea non fu mai economicamente conveniente: in sostanziale pareggio fino al termine della gestione privata della CIF, nel 1963 passò sotto l'amministrazione del Comune di Sanremo, ma, a causa dei costi sempre più alti dovuti alla travagliata gestione, venne definitivamente chiusa nel 1981. Da allora si stanno studiando le possibilità di una riapertura, anche alla luce del rinnovato senso comune sui problemi dell'ambiente, che porta il pubblico alla riscoperta delle aree naturalistiche ed alla fruizione di mezzi a basso impatto ambientale. Si tenga presente infine che la funivia continua a rivestire, per i Sanremesi, un ruolo affettivo non indifferente: ad esempio, a tutt'oggi, i cartelli indicatori del Parco di San Romolo e Monte Bignone riportano, come logo, una funivia tra i pini, con il mare sullo sfondo.
Una serie corsa di prova venne effettuata tra il 1981 ed il 1983, principalmente nella tratta San Romolo-Monte Bignone, perché sembrava che quest'ultimo tratto potesse essere rimesso in funzione, ma poi una scarica elettrica di un fulmine sulla centralina elettrica vanificò ogni sforzo e non se ne fece più nulla.
- Sanremo
- Pietro Agosti
- Giovanni Guidi (podestà)